# Guy Siner
Guy Siner est un acteur américain né le 16 octobre 1947 à New York, (New York, États-Unis).

## Filmographie

### Cinéma
- 1988 : 'Allo 'Allo! at the London Palladium (Court-métrage) : Lieutenant Hubert Gruber
- 1994 : Great Harry and Jane (Court-métrage)
- 1996 : The Disappearance of Kevin Johnson de Francis Megahy : Fred Barratt
- 1997 : Lost Highway de David Lynch : Officier de la prison #1
- 1997 : Le Damné (Playing God) de Andy Wilson : Homme d'affaires néerlandais
- 1997 : Leprechaun: Destination cosmos (Leprechaun 4: In Space) (vidéo) : Dr. Pat de Velours / Pat d'Araignée
- 1997 : Big City Blues de Clive Fleury : Dentiste
- 2000 : Le Retour au jardin secret (Return to the Secret Garden) de Scott Featherstone : Lord Craven
- 2001 : Megiddo: The Omega Code 2 de Brian Trenchard-Smith : Dirigeant britannique
- 2002 : Bug de Phil Hay et Matt Manfredi : Maître D'
- 2003 : Vlad de Michael D. Sellers : Ilie
- 2003 : Pirates des Caraïbes : La Malédiction du Black Pearl (Pirates of the Caribbean: The Curse of the Black Pearl) de Gore Verbinski : Capitaine du port
- 2005 : The Second Front de Dmitriy Fiks : Archer
- 2007 : Provoked de Jag Mundhra : Le procureur
- 2011 : Le Sang des Templiers (Ironclad) de Jonathan English : Capitaine Oaks
- 2020 : The Loss Adjuster de Vincent Woods : Dr. Norman Wicksteed
- 2021 : The Right Bus de Robbie Moffat : Sir Jocelyn Napier

### Télévision
- 1972 : Z-Cars : Arthur Naylor (saison 7, épisode 45)
- 1973 : Softly, Softly: Task Force : David Stevens (saison 5, épisode 10)
- 1975 : Doctor Who : Ravon (La genèse des Daleks)
- 1976 : Moi Claude empereur (I, Claudius) : Pylades (saison 1, épisode 1)
- 1978 : Life at Stake : Francis Simard (saison 1, épisode 8)
- 1979 : Secret Army : Personnel de surveillance allemand (saison 3, épisode 4)
- 1982 - 1992 : Allô Allô : Lieutenant Hubert Gruber
- 1990 : You Rang, M'Lord? : Noël Coward (saison 2, épisode 7)
- 1992 : Noel's House Party : Lieutenant Hubert Gruber (saison 1, épisode 10)
- 1994 : The Brittas Empire : Philip Silverman (saison 4, épisode 4)
- 1995 : Seinfeld : Mandel (saison 6, épisode 19)
- 1997 : Retour sur la Côte Ouest (Knots Landing: Back to the Cul-de-Sac) : Tyler Billings (small>(saison 1, épisodes 1 & 2)
- 1997 : Babylon 5 : Religieux #1 (saison 4, épisode 13)
- 1999 : Diagnostic : Meurtre : Commissaire-priseur (saison 7, épisode 10)
- 1999 : Le Flic de Shanghaï : Dr. Dreece (saison 2, épisode 9)
- 2000 : Zoé, Duncan, Jack et Jane : Thomas (saison 2, épisode 7)
- 2001 : Bush Président : Dr. Thomas Klestil (saison 1, épisode 4)
- 2001 - 2002 : Bob l'éponge : Man Ray (voix - 2 épisodes)
- 2002 : Star Trek: Enterprise : Stuart Reed (saison 1, épisode 12)
- 2002 : Espions d'État : Dr. Piet Halpern (saison 1, épisode 18)
- 2005 : Doctors : Reg Simms (saison 7, épisode 96)
- 2007 : The Return of 'Allo 'Allo! : Lieutenant Hubert Gruber
- 2008 : ChuckleVision : Beethoven (saison 20, épisode 1)
- 2013 : Family Tree : Mitch Connelly (saison 1, épisode 2)
- 2014 : Mr. Sloane : M. Whitmore (2 épisodes)
- 2020 : The Crown : Francis Pym (2 épisodes)
- 2024 : Rivals : Bishop Brenton (3 épisodes)